# Cent filles à marier
Cent filles à marier (Here Come the Brides) est une série télévisée américaine en 52 épisodes de 60 minutes et diffusée entre le 25 septembre 1968 et le 3 avril 1970 sur le réseau ABC.
En France, la série a été diffusée sur la première chaîne de l'ORTF, et au Québec à partir du 11 septembre 1971 à la Télévision de Radio-Canada.

## Synopsis
Cette série met scène dans les années 1870 à Seattle, les frères Bolt, des entrepreneurs, qui font venir du Massachusetts cent jeunes femmes célibataires pour combler leurs employés. Selon un arrangement, si l'une d'elles ne reste pas, les Bolt perdront leur entreprise au profit de leur ennemi, le détestable Aaron Stempel...

## Distribution
- Robert Brown (American actor) (en) : Jason Bolt
- David Soul : Joshua Bolt
- Bobby Sherman : Jeremy Bolt
- Mark Lenard : Aaron Stempel
- Bridget Hanley (en) : Candy Pruitt
- Joan Blondell : Lottie Hatfield
- Henry Beckman : Frances Clancey
- Bruce Lee : Lin (saison 1, épisode 25)

## Épisodes

### Saison 1 (1968-1969)
1. titre français inconnu (Here Come the Brides)
2. titre français inconnu (A Crying Need)
3. titre français inconnu (And Jason Makes Five)
4. titre français inconnu (The Man of the Family)
5. titre français inconnu (A Hard Card to Play)
6. titre français inconnu (Letter of the Law)
7. La crève des cœurs  (Lovers and Wanderers)
8. titre français inconnu (A Jew Named Sullivan)
9. titre français inconnu (The Stand Off)
10. titre français inconnu (A Man and His Magic)
11. titre français inconnu (A Christmas Place)
12. titre français inconnu (After a Dream, Comes Mourning)
13. titre français inconnu (The Log Jam)
14. titre français inconnu (The Firemaker)
15. titre français inconnu (Wives for Wakando)
16. titre français inconnu (A Kiss Just for So)
17. titre français inconnu (Democracy Inaction)
18. titre français inconnu (One Good Lie Deserves Another)
19. titre français inconnu (One to a Customer)
20. titre français inconnu (A Dream That Glitters)
21. titre français inconnu (The Crimpers)
22. titre français inconnu (Mr. & Mrs. J. Bolt)
23. titre français inconnu (A Man's Errand)
24. titre français inconnu (Loggerheads)
25. Mariage Chinois (Marriage, Chinese Style)
26. titre français inconnu (The Deadly Trade)